# Superman & l'Uomo Ragno
Superman & l'Uomo Ragno (Superman vs. The Amazing Spider-Man) è un albo speciale a fumetti pubblicato nel 1976 dalle case editrici Marvel Comics e DC Comics. Fu il primo albo realizzato congiuntamente dai due editori concorrenti in ambito supereroistico e fu dedicato all'incontro (team-up) tra i loro due personaggi più importanti, Superman e l'Uomo Ragno.
In Italia fu pubblicato, sempre nel 1976, dall'Editoriale Corno che all'epoca deteneva i diritti dei fumetti Marvel per il mercato italiano.
Nella storia i due eroi si alleano per combattere i rispettivi arci-nemici, Lex Luthor e il Dottor Octopus, uniti per mettere in pratica un piano di conquista del mondo.

## Storia editoriale
Già nel 1975 DC e Marvel avevano co-prodotto MGM's Marvelous Wizard of Oz, adattamento a fumetti di Il mago di Oz, film diretto da Victor Fleming nel 1939 per la Metro-Goldwyn-Mayer. Dopo anni di battaglie commerciali, i due editori decisero poi di realizzare un progetto in grande stile che mettesse di fronte i loro personaggi più popolari e iconici. Proprio in quel periodo la Marvel aveva iniziato a superare nelle vendite lo storico rivale e la realizzazione dell'albo rappresentava per l'editore un importante riconoscimento; per la DC, in crisi di vendite, la possibilità di un rilancio.
La realizzazione della storia fu affidata a Gerry Conway e al disegnatore Ross Andru, una coppia di fumettisti che aveva lavorato con entrambi i personaggi e che all'epoca era il team creativo della collana The Amazing Spider-Man.